# Symmetrische Funktion
Eine symmetrische Funktion ist in der Mathematik eine Funktion mehrerer Variablen, bei der die Variablen untereinander vertauscht werden können, ohne den Funktionswert zu verändern. Wichtige Spezialfälle symmetrischer Funktionen sind symmetrische Multilinearformen und symmetrische Polynome. In der Quantenmechanik sind Bosonen genau diejenigen Teilchen, deren Wellenfunktion symmetrisch bezüglich des Austauschs der Teilchenpositionen ist. Das Gegenstück zu den symmetrischen Funktionen sind antisymmetrische Funktionen.

## Definitionen
Sind {\displaystyle X} und {\displaystyle Y} zwei Mengen, dann heißt eine multivariate Funktion {\displaystyle f\colon X^{n}\to Y} symmetrisch, wenn für alle Permutationen {\displaystyle \sigma \in S_{n}} der symmetrischen Gruppe {\displaystyle S_{n}} und alle Elemente {\displaystyle x_{1},\dotsc ,x_{n}\in X}
{\displaystyle f(x_{1},\dotsc ,x_{n})=f(x_{\sigma (1)},\dotsc ,x_{\sigma (n)})}
gilt. In der Praxis werden als Mengen {\displaystyle X} und {\displaystyle Y} meist Vektorräume über den reellen oder komplexen Zahlen verwendet.
Diese Definition kann folgendermaßen auf Funktionen mit abzählbar vielen Argumenten verallgemeinert werden. Eine Funktion {\displaystyle f\colon X^{\mathbb {N} }\to Y} heißt {\displaystyle n}-symmetrisch, wenn für alle Permutationen {\displaystyle \sigma \in S_{n}} und alle Elemente {\displaystyle x_{i}\in X}
{\displaystyle f(x_{1},\dotsc ,x_{n},x_{n+1},\dots )=f(x_{\sigma (1)},\dotsc ,x_{\sigma (n)},x_{n+1},\dots )}
gilt. Eine {\displaystyle n}-symmetrische Funktion ist also symmetrisch in den ersten {\displaystyle n} Argumenten. Eine Funktion {\displaystyle f\colon X^{\mathbb {N} }\to Y} heißt dann symmetrisch, wenn sie {\displaystyle n}-symmetrisch für alle {\displaystyle n\in \mathbb {N} } ist.

## Beispiele

### Konkrete Beispiele
Die Summe und das Produkt
{\displaystyle f(x_{1},x_{2})=x_{1}+x_{2}}   bzw.   {\displaystyle f(x_{1},x_{2})=x_{1}\cdot x_{2}}
sind symmetrisch, denn durch Vertauschung der beiden Operanden {\displaystyle x_{1}} und {\displaystyle x_{2}} verändert sich das Ergebnis nicht. Eine symmetrische Funktion dreier Variablen ist beispielsweise die Diskriminante
{\displaystyle f(x_{1},x_{2},x_{3})=(x_{1}-x_{2})^{2}(x_{1}-x_{3})^{2}(x_{2}-x_{3})^{2}},
Ein Beispiel für eine symmetrische Funktion, die keine Polynomfunktion ist, ist
{\displaystyle f(x_{1},x_{2},x_{3})=\max\{|x_{1}-x_{2}|,|x_{1}-x_{3}|,|x_{2}-x_{3}|\}}.

### Allgemeinere Beispiele
- jede konstante Funktion ist symmetrisch
- eine kommutative zweistellige Verknüpfung ist eine symmetrische Funktion der beiden Operanden
- der Mittelwert einer Menge gegebener Werte ist eine symmetrische Funktion dieser Werte
- eine symmetrische multilineare Abbildung ist eine symmetrische Funktion, die linear in jedem Argument ist
- ein symmetrisches Polynom ist eine symmetrische Polynomfunktion

## Weitere Kriterien
Für den Nachweis der Symmetrie einer Funktion müssen nicht alle {\displaystyle n!} möglichen Permutationen der symmetrischen Gruppe {\displaystyle S_{n}} überprüft werden.

### Vertauschungen zweier Variablen
Nachdem sich jede Permutation als Hintereinanderausführung von Transpositionen der Form {\displaystyle (i~j)} schreiben lässt, ist eine Funktion bereits genau dann symmetrisch, wenn sich der Funktionswert durch die Vertauschung zweier beliebiger Variablen {\displaystyle x_{i}} und {\displaystyle x_{j}} nicht verändert, also
{\displaystyle f(\dotsc ,x_{i},\dotsc ,x_{j},\dotsc )=f(\dotsc ,x_{j},\dotsc ,x_{i},\dotsc )}
für {\displaystyle i,j\in \{1,\ldots ,n\}} mit {\displaystyle i<j} ist.

### Vertauschungen benachbarter Variablen
Da sich jede Transposition auch als Hintereinanderausführung von Nachbarvertauschungen der Form {\displaystyle (i~i+1)} schreiben lässt, reicht es sogar aus, nur aufeinanderfolgende Variablen {\displaystyle x_{i}} und {\displaystyle x_{i+1}} zu betrachten. Es muss also für das Vorhandensein von Symmetrie lediglich
{\displaystyle f(\dotsc ,x_{i},x_{i+1},\dotsc )=f(\dotsc ,x_{i+1},x_{i},\dotsc )}
für {\displaystyle i=1,\ldots ,n-1} gelten.

### Vertauschungen mit einer festen Variablen
Alternativ kann man auch die Transpositionen der Form {\displaystyle (1~i)} betrachten; eine Funktion ist damit genau dann symmetrisch, wenn die erste mit der {\displaystyle i}-ten Variablen vertauscht werden kann, ohne dass sich der Funktionswert ändert. Zum Nachweis der Symmetrie reicht es also aus, wenn
{\displaystyle f(x_{1},\dotsc ,x_{i},\dotsc )=f(x_{i},\dotsc ,x_{1},\dotsc )}
für {\displaystyle i=2,\ldots ,n} gilt. Statt der ersten Variablen kann man auch eine beliebige Variable auswählen und diese mit allen anderen Variablen vertauschen.

### Minimalkriterium
Ein minimales Erzeugendensystem der symmetrischen Gruppe {\displaystyle S_{n}} stellen die beiden Permutationen {\displaystyle (1~2~\ldots ~n)} und {\displaystyle (1~2)} dar. Deswegen ist eine Funktion bereits genau dann symmetrisch, wenn die beiden Bedingungen
{\displaystyle f(x_{1},x_{2},\dotsc ,x_{n})=f(x_{2},\ldots ,x_{n},x_{1})}
und
{\displaystyle f(x_{1},x_{2},\dotsc ,x_{n})=f(x_{2},x_{1},\ldots ,x_{n})}
erfüllt sind. Das Paar {\displaystyle (1~2~\ldots ~n)} und {\displaystyle (1~2)} kann dabei auch durch einen beliebigen Zyklus der Länge {\displaystyle n} sowie irgendeine Transposition aufeinanderfolgender Elemente in diesem Zyklus ersetzt werden.

## Eigenschaften
Die symmetrischen Funktionen bilden einen Untervektorraum im Vektorraum aller Funktionen von {\displaystyle X^{n}} nach {\displaystyle Y} (mit der komponentenweisen Addition und Skalarmultiplikation), das heißt
- ein skalares Vielfaches einer symmetrischen Funktion ist wieder eine symmetrische Funktion und
- die Summe zweier symmetrischer Funktionen ist ebenfalls wieder symmetrisch,

wobei die Nullfunktion trivialerweise symmetrisch ist.

## Symmetrisierung
Durch Symmetrisierung, das heißt durch Summation über alle möglichen Permutationen
{\displaystyle Sf(x_{1},\dotsc ,x_{n})={\frac {1}{n!}}\sum _{\sigma \in S_{n}}f(x_{\sigma (1)},\dotsc ,x_{\sigma (n)})},
lässt sich jeder nichtsymmetrischen Funktion {\displaystyle f} eine zugehörige symmetrische Funktion {\displaystyle Sf} zuordnen. Der Symmetrisierungsoperator {\displaystyle S} führt dabei eine Projektion auf den Untervektorraum der symmetrischen Funktionen durch.